# Руда (Скерневицький повіт)
Руда (пол. Ruda) — село в Польщі, у гміні Скерневиці Скерневицького повіту Лодзинського воєводства.
Населення — 108 осіб (2011).
У 1975-1998 роках село належало до Скерневицького воєводства.

## Демографія
Демографічна структура станом на 31 березня 2011 року:
|          | Загалом | Допрацездатний вік | Працездатний вік | Постпрацездатний вік |
| -------- | ------- | ------------------ | ---------------- | -------------------- |
| Чоловіки | 54      | 10                 | 40               | 4                    |
| Жінки    | 54      | 7                  | 33               | 14                   |
| Разом    | 108     | 17                 | 73               | 18                   |